# Машићи (Ново Горажде)
Машићи су насељено мјесто у општини Ново Горажде, Република Српска, БиХ. Према попису становништва из 1991. у насељу је живјело 294 становника, а 2013. године пописано је 186 лице.

## Становништво
| Демографија | Демографија | Демографија |
| Година      | Становника  | Становника  |
| ----------- | ----------- | ----------- |
| 1971.       | 211         |             |
| 1981.       | 255         |             |
| 1991.       | 294         |             |
| 2013.       | 186         |             |